# Lathrocasis
Lathrocasis es un género con una especies, Lathrocasis tenerrima, de plantas con flores perteneciente a la familia Polemoniaceae. 
- Datos: Q5854767
- Especies: Lathrocasis